# Vriesea leptantha
Vriesea leptantha är en gräsväxtart som beskrevs av Hermann August Theodor Harms. Vriesea leptantha ingår i släktet Vriesea och familjen Bromeliaceae. Inga underarter finns listade i Catalogue of Life.